# Wieland Kuijken
Wieland Kuijken (ur. 31 sierpnia 1938 w Dilbeek) – belgijski wiolonczelista i gambista.

## Życiorys
Brat Sigiswalda i Bartholda. Uczył się gry na fortepianie i wiolonczeli w konserwatorium w Brugii, a następnie w latach 1957–1962 w konserwatorium w Brukseli, które ukończył z wyróżnieniem. W latach 1959–1972 był członkiem wykonującego muzykę baroku zespołu Alarius Ensemble, od 1962 roku grał też w wykonującym muzykę współczesną zespole Musiques Nouvelles. Występował jako solista, a także wspólnie z braćmi. W 1988 roku założył specjalizującą się w wykonawstwie muzyki barokowej orkiestrę Collegium Europae. Dokonał licznych nagrań płytowych, w tym wszystkich sonat na violę da gamba i klawesyn Johanna Sebastiana Bacha.